# Chris Sparling
Chris Sparling (Providence, Rhode Island, EE. UU.; 21 de marzo de 1977) es un guionista, director y productor estadounidense.

## Biografía
Tras graduarse en la Universidad Roger Williams y en la Universidad Estatal de Bridgewater con títulos en Justicia Criminal, y después de escribir, dirigir y producir varias películas independientes de bajo presupuesto, Sparling encontró el éxito entre el gran público cuando el productor Peter Safran compró el guion del largometraje Buried. En este proyecto trabajaron el director español Rodrigo Cortés y el actor Ryan Reynolds.
La película se estrenó en el Festival de Cine de Sundance de 2010 con grandes elogios de la crítica y finalmente se vendió a Lionsgate Films. Después de proyectarse en otros festivales de cine en todo el mundo, incluido el Festival Internacional de Cine de Toronto, además de ganar el Premio Méliès d'Or en el Festival de Cine de Sitges, tuvo un estreno limitado en cines en septiembre de 2010, recaudando más de 18 millones de dólares estadounidenses en todo el mundo. La película fue lanzada después en DVD, en enero de 2011.
Sparling recibió el premio al Mejor Guion Original de la Junta Nacional de Revisión de 2010 por Buried, y la película fue seleccionada entre las 10 Mejores Películas Independientes de 2010. También ganó un premio Goya en 2011 al mejor guion original, y fue nominado para un premio Gaudí en la misma categoría.
Posteriormente Sparling escribió el guion de ATM, un thriller de suspense producido por Peter Safran y filmado en Winnipeg, Manitoba en otoño de 2010 y lanzado en 2012 por IFC Films. También escribió Reincarnate para el productor M. Night Shyamalan, la segunda película de una serie de tres partes conocida como The Night Chronicles.
En 2014, Sparling fue contratado por Warner Bros. y Leonardo DiCaprio para adaptar la novela policíaca Blood on Snow, escrita por el autor Jo Nesbø. Ese mismo año comenzó la producción de su guion original El mar de árboles, protagonizado por Matthew McConaughey, Naomi Watts y Ken Watanabe, y dirigido por Gus Van Sant.
La revista Variety nombró a Sparling uno de los "10 guionistas a seguir" en su edición de noviembre de 2014. Dos meses más tarde, Anchor Bay Films estrenó la película de suspense y terror de Sparling, The Atticus Institute, que él mismo escribió y dirigió. Universal Pictures distribuyó la película a nivel internacional. Su seguimiento como director, "Misericordia", fue lanzado por Netflix en 2016.
Más tarde escribió la película de 2020 Groenlandia, que se estrenó en el número uno en taquilla en 26 países y obtuvo opiniones positivas de la crítica. La película está protagonizada por Gerard Butler y Morena Baccarin, y fue dirigida por Ric Roman Waugh. También escribirá su secuela, titulada Greenland: Migration, que se anunció en el mercado de cine de Cannes de 2021. 2021 también vio el estreno de dos películas que él mismo escribió y produjo: Lakewood, protagonizada por Naomi Watts y dirigida por Phillip Noyce, e Intrusion, una película original de Netflix protagonizada por Freida Pinto.

## Filmografía

### Cine
| Año  | Título                | Director | Guionista | Productor   | Notas        |
| ---- | --------------------- | -------- | --------- | ----------- | ------------ |
| 2005 | Una Uzi en el Alamo   | Sí       | Sí        | Sí          |              |
| 2007 | Equilibrio            | Sí       | Sí        | Sí          | Cortometraje |
| 2010 | Enterrado             | No       | Sí        | No          |              |
| 2012 | ATM                   | No       | Sí        | No          |              |
| 2015 | El Instituto Atticus  | Sí       | Sí        | Coproductor |              |
| 2015 | El mar de los árboles | No       | Sí        | Sí          |              |
| 2016 | Misericordia          | Sí       | Sí        | No          |              |
| 2018 | El aviso              | No       | Sí        | No          |              |
| 2018 | Por un pasillo oscuro | No       | Sí        | No          |              |
| 2020 | Groenlandia           | No       | Sí        | No          |              |
| 2021 | Lakewood              | No       | Sí        | Sí          |              |

## Premios

### Premios Goya
- Premio Goya en 2011 al mejor guion original por Buried (ganador)

### Premios Gaudí
- Premio Gaudí en 2011 al mejor guion original por Buried (nominado)